# Endasys xanthostomus
Endasys xanthostomus là một loài tò vò trong họ Ichneumonidae.